# Граница Речи Посполитой и Курляндии
Граница Речи Посполитой и Курляндии существовала в 1561—1795 годах.

## История
Граница между Речью Посполитой (Ливония, Задвинское герцогство и Великое княжество Литовское) и Герцогством Курляндии и Семигалии появилась в 1561 году после присоединения Ливонии к Речи Посполитой и получения последним магистром Ливонского ордена курляндского феода.
Северная часть границы шла от берега Рижского залива, западнее Риги, которая оставалась на ливонской территории, затем по реке Двине на восток за Краслав. Эта граница существовала до 1622 года, когда после перехода Ливонии под власть Швеции (Шведская Ливония) граница сократилась и шла от устья Эвиксты (около Крыжборка), по Двине, на восток от Краслава. Эта граница существовала до Первого раздела Польши в 1772 году.
Южная часть граница начиналась на побережье Балтийского моря на юг от Паланги, шла до дуге в северо-восточном направлении на север от города Шкуды. После пересечения реки Виндава шла в восточном направлении, севернее Можеек, Жагар, Зеймели и доходила до реки Аа. Далее шла к реке Неменек, затем по течению этой реки в юго-восточном направлении, затем по небольшой дуге доходила южнее Динабурга до Двины (западнее Друи). После подписания Мельнского мира этот участок границы в XV—XVI веках являлся границей между литовскими землями и Ливонским орденом.  
Граница просуществовала до Третьего раздела Речи Посполитой в 1795 году.
Впоследствии эта граница разграничивала Курляндскую губернию от Ковенской и Виленской. В 1918 году на её основе была создана ныне существующая литовско-латвийская граница.